# الأخلاق الناصرية (كتاب)
الأخلاق الناصرية (بالفارسية: اخلاق ناصری) هو كتاب فارسي صدر في القرن الثالث عشر القرن في الأخلاق الفلسفية كتبه الخواجة نصير الدين الطوسي. ينقسم هذا الكتاب إلى ثلاثة أجزاء: الأخلاقيات، والاقتصاد المنزلي، والسياسة.

## المؤلف
كان نصير الدين الطوسي فيلسوفًا وعالم رياضيات وعالم دين فارسي، ولد لعائلة شيعية في طوس عام 1201.  كان من الإسماعيليين، ومن ثم اعتنق عقيدة الاثني عشرية. لنصير الدين حوالي 150 مؤلفاً في لغات مختلفة (الفارسية، العربية). 

## سبب الكتابة
ألف نصير الدين الطوسي هذا الكتاب في نهاية القرن الثالث عشر عندما كان في قهستان استجابة لطلب الوالي الإسماعيلي النزاري ناصر الدين أبو الفتح عبد الرحيم بن أبي منصور لترجمة كتاب «تهذيب الأخلاق» وهو كتاب عربي مشهور ألفه الفيلسوف مسكويه. كان كتاب مسكويه يدور حول الأخلاق لكن نصير الدين الطوسي أضاف إلى عمله أجزاء الاقتصاد الداخلي والسياسة.  

## المحتوى
يتكون كتاب الأخلاق الناصرية من ثلاثة أجزاء.
الجزء الأول هو التفسير الفارسي لكتاب تهذيب الأخلاق للفيلسوف مسكويه. أما الجزء الثاني فيتناول الاقتصاد المنزلي وإدارة شؤون الأسرة ويحتوي على الحقوق الأساسية المتبادلة داخل الأسرة باعتبارها الوحدات الأساسية في المجتمعات، أما الجزء الثالث فيتحدث عن أفكار نصير الدين الطوسي السياسية. يظهر في هذا الجزء تأثير الأفكار السياسية الأفلاطونية والأفلاطونية المحدثة والأرسطوية، لكنه أشار أيضًا إلى أفكار حكام إيران في فترة ما قبل الإسلام وخاصة الأخمينيين والساسانيين. 